# 黄埔街道
黄埔街道，是中华人民共和国广东省广州市黄埔区下辖的一个乡镇级行政单位。

## 行政区划
黄埔街道下辖以下地区：
港湾北社区、港湾五村社区、港湾一村社区、荔园社区、港前路社区、港湾机关村社区、下沙社区、丰乐社区、金丽园社区、怡园社区、东苑社区、怡港社区、悦涛社区、黄埔花园社区、金逸雅居社区和金港华园社区。

## 交通

### 地铁
█5号线：大沙地站、大沙东站（出入口A、C一侧）
█7号线：裕丰围站

█13号线：裕丰围站